# Patricia Billings
Patricia Billings (Clinton, 1926) es una escultora, inventora y empresaria estadounidense. Es la inventora del Geobond, el primer sustituto útil del mundo para el amianto.

## Juventud y educación
Hija de padres granjeros, se casó con un vendedor y comenzó a trabajar como técnica de laboratorio clínico y a estudiar enfermedades producidas por hongos y por bacterias en el Kansas City Junior College.  Dejó ese trabajo en 1947 cuando se divorció.
En 1956 comenzó estudios de Arte en el Amarillo College. Le gustaba hacer esculturas de yeso. En 1964 abrió una tienda en Kansas City donde vendió muchas de sus esculturas. Consciente de la fragilidad del material con el trabajaba, decidió investigar con el propósito de lograr una sustancia más resistente, aunque conservara las propiedades del yeso. Tiempo después inventó una sustancia que era maleable, no tóxica, prácticamente indestructible e incombustible. La sustancia la remitió, en forma de una escultura, a un científico amigo suyo para que le hiciera pruebas.
El producto, al que se le puso el nombre de Geobond, fue patentado en 1997. Fundó la compañía Geobond International Inc. para la explotación de su descubrimiento.